# Wolverine (musikgrupp)
Wolverine är ett rockband från Söderhamn som bildades 1995 av Stefan Zäll och Marcus Losbjer.
Ursprungligen spelade bandet melodisk death metal. Efter ett antal demos och medlemsskiften övergick man till att spela melodisk progressive metal.  Bandet spelade för första gången utanför Sverige 1999, gjorde kortare turnéer i Europa 2003 och Storbritannien 2006. Nuvarande medlemmar är Per Henriksson (keyboard), Thomas Jansson (basgitarr), Marcus Losbjer (trummor, growl), Jonas Jonsson (gitarr) och Stefan Zäll (sång, tidigare även basgitarr).

## Medlemmar
Nuvarande medlemmar
- Stefan Zäll – sång (1995– )
- Marcus Losbjer – trummor, growl (1995– )
- Thomas Jansson – basgitarr (2001– )
- Per Henriksson – keyboard (2006– )
- Jonas Jonsson – gitarr (2012– )

Tidigare medlemmar
- Björn Renström – gitarr (1995–1996)
- Sami Mäki – gitarr (1996–1998)
- Mikael Zell – gitarr (1996–2012)
- Matias Törnell – keyboards (1997–1998)
- Carl-Henrik "C-H" Landegren – gitarr, bakgrundssång (1998–2000)
- Andreas "Bagge" Baglien – keyboard (1996–2006)
- Per Broddesson – gitarr (2000–2004)

## Diskografi
Demo
- 1996 – Land of the Midnightsun
- 1997 – Demo No. 3
- 1997 – North

Studioalbum
- 2001 – The Window Purpose (CD, DVS Records)
- 2003 – Cold Light of Monday (CD, Elitist Records)
- 2006 – Still (CD, Candlelight Records)
- 2011 – Communication Lost (CD, Candlelight Records)[3][4]
- 2016 – Machina Viva (CD, Sensory Records)

EP
- 1999 – Fervent Dream (Zizania Entertainment Group)[5]